# 東京都知事
東京都知事（日语：／ Tōkyō to chiji */?）是日本東京都的行政首長，為特別職地方公務員，由18歲以上之東京都民以選舉方式產生，四年為一任，以指揮管理東京都廳下屬總數約16萬5千名的職員，維持東京都的行政運作。

## 概要
東京都知事是東京都首長，由東京都選民投票選出。通常會任命東京都副知事（員額4名）。其職能與其他道府縣知事的地位與職務一樣，掌管廣域行政與部分市町村事務。
東京府雖與大阪府、京都府同等，但東京都是仿效加拿大舊多倫多自治領，在地方自治法上與其他縣同等但享有特殊待遇。首府東京市的行政區成立東京都，東京都行政區在1947年（昭和22年）從22區重編為23區，同年地方自治法施行，成為特別地方公共團體東京特別區（通稱：東京23區）。從此沒有名為東京的自治體，都市的自治權由各區執行。
1943年（昭和18年）至1947年（昭和22年）東京都制施行，東京都首長為官選的東京都長官（親任官），須出席閣議，因此東京都知事的津貼與國務大臣相近。但石原慎太郎上任後削減10%，小池百合子上任後決定將薪資減半，使東京都知事成為日本全國年薪最低的知事。
東京作為日本首要都市，規模龐大，其影響可擴展至各個層面，甚至影響到國政，因此首長的影響力十分巨大。也因此，都知事受到的注目也遠高於其他都道府縣知事。在47都道府縣知事組成的全國知事會中的發言也極具影響力。此外，都知事與首相、國務大臣一樣由警視廳警備部警護課SP（Security Police）保護，自宅、別墅都設有崗亭（交番）。
每周五（假日除外）都知事會舉行例行記者會，並在東京都網站、東京都會電視台（TOKYO MX）等平台現場轉播。

## 歷史
東京都知事這一職務的歷史，最早可以回溯到1868年時東京的前身—江戶府開府時的第一任知事烏丸光德，之後伴隨行政區名稱的首長職務名稱也歷經數次變革：
- 1868年7月1日（慶應4年5月12日）：江戶府開府，由烏丸光德擔任首任也是唯一一任的江戶府知事。
- 1868年10月2日（慶應4年8月17日）：隨著明治天皇奠都江戶，江戶府改名東京府，首長職稱也一併改為東京府知事，首任知事仍為烏丸光德。
- 1889年（明治22年）5月1日：配合1878年頒行的《郡區町村編制法》，將東京府東部人口較稠密的區域劃分設置為東京市，首長職務也同時更名東京市長。雖然此時的東京市管轄範圍較過去東京府時代還小，但因《市制特例（日语：市制特例）》的施行，東京市與京都市、大阪市這三個城市的市長也兼任同名府級行政區的首長，因此市長本身的管轄範圍並未伴隨市制的施行而縮減。
- 1898年（明治31年）10月6日：隨著《市制特例》在同年9月30日廢止，東京市長成為獨立職位，不再由東京府知事兼任。原由中央政府官派，1933年起改由東京市議會選出。
- 1943年（昭和18年）7月1日：東京府與東京市廢止，同時合併改名為東京都。東京都成立初期之行政首長稱為東京都長官，仍由中央政府官派。
- 1947年（昭和22年）5月3日：日本頒行《地方自治法》，東京都首長由中央指派改為民選，職稱也改為東京都知事。首任民選的東京都知事是曾任第6與第8任東京都長官的安井誠一郎。
- 2016年（平成28年）7月31日：小池百合子在東京都知事選舉中勝出，成为首位女性东京都知事。

## 首長的選出
- 東京府知事過去為官選方式。
- 東京市長在1889年5月1日－1898年10月1日期間，是由東京府知事兼任。1898年以後，東京府知事與東京市長分開設置。最初是進行官選的方式，1926年以後採行市町村議會之互選方式。詳細情形請參照都道府縣及市制之制度。
- 東京都長官過去為官選方式。然而依據1946年東京都制之修正案，最後的東京都長官變成僅為公選。且依據地方自治法附則第3條第1項的規定，東京都知事進而走向選舉方式。
- 東京都知事為公選（民選）方式，由投票日前滿18歲、並在投票日3個月前擁有東京都戶籍的民眾選出，任期四年，可以不限次數連任。

## 歷任首長一覽
此列表包含自江戶府知事開始，歷任不同職務名稱的東京都首長人選。
| 東京府知事 | 東京府知事   | 東京府知事                                                                            | 東京府知事 | 東京府知事          |
| 代         | 氏名         | 任期                                                                                  | 出生地     | 任期、備考          |
| ---------- | ------------ | ------------------------------------------------------------------------------------- | ---------- | ------------------- |
| 1          | 烏丸光德     | 1868年7月17日－1868年11月7日                                                          | 京都府     | 1期                 |
| 2          | 大木喬任     | 1868年12月4日－1869年7月15日                                                          | 佐賀縣     | 1期                 |
| 3          | 壬生基脩     | 1869年10月3日－1871年7月23日                                                          | 京都府     | 1期                 |
| 4          | 由利公正     | 1871年7月23日－1872年7月15日 然而，先行免掉由利之官職 5月25日再任命大久保為東京府知事 | 福井縣     | 1期                 |
| 5          | 大久保一翁   | 1872年5月25日－1875年12月19日                                                         | 東京都     | 1期                 |
| 6          | 楠本正隆     | 1875年12月19日－1879年12月12日                                                        | 長崎縣     | 1期                 |
| 7          | 松田道之     | 1879年12月12日－1882年7月6日                                                          | 鳥取縣     | 1期                 |
| 8          | 芳川顯正     | 1882年7月19日－1885年6月13日                                                          | 德島縣     | 1期                 |
| 9          | 渡邊洪基     | 1885年6月13日－1886年3月9日                                                           | 福井縣     | 1期                 |
| 10         | 高崎五六     | 1886年3月9日－1890年5月19日 東京市長兼任（1889年5月1日－）                            | 鹿兒島縣   | 1期                 |
| 11         | 蜂須賀茂韶   | 1890年5月19日－1891年7月21日 東京市長兼任                                             | 徳島縣     | 1期                 |
| 12         | 富田鐵之助   | 1891年7月21日－1893年10月26日 東京市長兼任                                            | 宮城縣     | 1期                 |
| 13         | 三浦安       | 1893年10月26日－1896年3月14日 東京市長兼任                                            | 愛媛縣     | 1期                 |
| 14         | 久我通久     | 1896年3月14日－1897年10月12日 東京市長兼任                                            | 京都府     | 1期                 |
| 15         | 岡部長職     | 1897年10月12日－1898年7月16日 東京市長兼任                                            | 大阪府     | 1期                 |
| 16         | 肥塚龍       | 1898年7月16日－1898年11月12日 東京市長兼任（－1898年10月1日）                         | 兵庫縣     | 1期                 |
| 17         | 千家尊福     | 1898年11月12日－1908年3月28日                                                         | 島根縣     | 1期                 |
| 18         | 阿部浩       | 1908年3月28日－1912年12月30日                                                         | 岩手縣     | 1期                 |
| 19         | 宗像政       | 1912年12月30日－1914年4月21日                                                         | 熊本縣     | 1期                 |
| 20         | 久保田政周   | 1914年4月21日－1915年7月2日                                                           | 東京都     | 1期                 |
| 21         | 井上友一     | 1915年7月2日－1919年6月12日                                                           | 石川縣     | 1期                 |
| 22         | 阿部浩       | 1919年6月20日－1921年5月27日                                                          | 岩手縣     | 2期                 |
| 23         | 宇佐美勝夫   | 1921年5月27日－1925年9月16日                                                          | 山形縣     | 1期                 |
| 24         | 平塚廣義     | 1925年9月16日－1929年7月5日                                                           | 山形縣     | 1期                 |
| 25         | 中川健藏     | 1929年7月5日－1929年10月9日                                                           | 新潟縣     | 1期                 |
| 26         | 牛塚虎太郎   | 1929年10月9日－1931年12月18日                                                         | 富山縣     | 1期                 |
| 27         | 長谷川久一   | 1931年12月18日－1932年1月12日                                                         | 長崎縣     | 1期                 |
| 28         | 藤沼庄平     | 1932年1月12日－1932年5月27日                                                          | 栃木縣     | 1期                 |
| 29         | 香坂昌康     | 1932年5月27日－1935年1月15日                                                          | 山形縣     | 1期                 |
| 30         | 横山助成     | 1935年1月15日－1937年2月10日                                                          | 秋田縣     | 1期                 |
| 31         | 館哲二       | 1937年2月10日－1938年6月24日                                                          | 富山縣     | 1期                 |
| 32         | 岡田周造     | 1938年6月24日－1941年1月7日                                                           | 栃木縣     | 1期                 |
| 33         | 川西實三     | 1941年1月7日－1942年1月9日                                                            | 兵庫縣     | 1期                 |
| 34         | 松村光磨     | 1942年1月9日－1943年7月1日                                                            | 佐賀縣     | 1期                 |
| 東京市長   |              |                                                                                       |            |                     |
| 1          | 松田秀雄     | 1898年10月6日－1903年6月15日                                                          | 滋賀縣     | 1期                 |
| 2          | 尾崎行雄     | 1903年6月29日－1908年9月12日                                                          | 神奈川縣   | 1期                 |
| 3          | 尾崎行雄     | 1908年9月30日－1912年6月26日                                                          | 神奈川縣   | 2期                 |
| 4          | 阪谷芳郎     | 1912年7月12日－1915年2月25日                                                          | 岡山縣     | 1期                 |
| 5          | 奥田義人     | 1915年6月15日－1917年8月21日                                                          | 鳥取縣     | 1期                 |
| 6          | 田尻稻次郎   | 1918年4月5日－1920年11月27日                                                          | 鹿兒島縣   | 1期                 |
| 7          | 後藤新平     | 1920年12月17日－1923年4月27日                                                         | 岩手縣     | 1期                 |
| 8          | 永田秀次郎   | 1923年5月29日－1924年9月8日                                                           | 兵庫縣     | 1期                 |
| 9          | 中村是公     | 1924年10月8日－1926年6月8日                                                           | 廣島縣     | 1期                 |
| 10         | 伊澤多喜男   | 1926年7月16日－1926年10月23日                                                         | 長野縣     | 1期                 |
| 11         | 西久保弘道   | 1926年10月29日－1927年12月12日                                                        | 千葉縣     | 1期、互選           |
| 12         | 市來乙彦     | 1928年1月7日－1929年2月14日                                                           | 鹿兒島縣   | 1期、互選           |
| 13         | 堀切善次郎   | 1929年4月24日－1930年5月12日                                                          | 福島縣     | 1期、互選           |
| 14         | 永田秀次郎   | 1930年5月30日－1933年1月25日                                                          | ---        | 2期、互選           |
| 15         | 牛塚虎太郎   | 1933年5月10日－1937年5月9日                                                           | ---        | 1期、互選、元府知事 |
| 16         | 小橋一太     | 1937年6月28日－1939年4月14日                                                          | 熊本縣     | 1期、互選           |
| 17         | 瀨母木桂吉   | 1939年4月24日－1940年2月19日                                                          | 廣島縣     | 1期、互選           |
| 18         | 大久保留次郎 | 1940年5月12日－1942年7月22日                                                          | 茨城縣     | 1期、互選           |
| 19         | 岸本綾夫     | 1942年8月3日－1943年6月30日                                                           | 岡山縣     | 1期、互選、陸軍大将 |
| 東京都長官 |              |                                                                                       |            |                     |
| 1          | 大達茂雄     | 1943年7月1日－1944年7月22日                                                           | 島根縣     | 1期                 |
| 2          | 西尾壽造     | 1944年7月25日－1945年8月23日                                                          | 鳥取縣     | 1期                 |
| 3          | 廣瀨久忠     | 1945年8月23日－1946年1月15日                                                          | 山梨縣     | 1期                 |
| 4          | 藤沼庄平     | 1946年1月15日－1946年6月8日                                                           | ---        | 通算2期             |
| 5          | 松井春生     | 1946年6月8日－1946年7月23日                                                           | 三重縣     | 1期                 |
| 6          | 安井誠一郎   | 1946年7月23日－1947年3月13日                                                          | 岡山縣     | 官選1期             |
| 7          | 飯沼一省     | 1947年3月13日－1947年4月14日                                                          | 福島縣     | 1期                 |
| 8          | 安井誠一郎   | 1947年4月14日－1947年5月3日                                                           | ---        | 公選1期             |
| 東京都知事 |              |                                                                                       |            |                     |
| 1          | 安井誠一郎   | 1947年5月3日－1951年5月2日                                                            | ---        | 公選1期、通算3期    |
| 2          | 安井誠一郎   | 1951年5月3日－1955年4月26日                                                           | ---        | 公選2期、通算4期    |
| 3          | 安井誠一郎   | 1955年4月27日－1959年4月18日                                                          | ---        | 公選3期、通算5期    |
| 4          | 東龍太郎     | 1959年4月27日－1963年4月22日                                                          | 大阪府     | 1期                 |
| 5          | 東龍太郎     | 1963年4月23日－1967年4月22日                                                          | 大阪府     | 2期                 |
| 6          | 美濃部亮吉   | 1967年4月23日－1971年4月22日                                                          | 東京府     | 1期、無所屬         |
| 7          | 美濃部亮吉   | 1971年4月23日－1975年4月22日                                                          | 東京府     | 2期、無所屬         |
| 8          | 美濃部亮吉   | 1975年4月23日－1979年4月22日                                                          | 東京府     | 3期、無所屬         |
| 9          | 鈴木俊一     | 1979年4月23日－1983年4月22日                                                          | 山形縣     | 1期、無所屬         |
| 10         | 鈴木俊一     | 1983年4月23日－1987年4月22日                                                          | 山形縣     | 2期、無所屬         |
| 11         | 鈴木俊一     | 1987年4月23日－1991年4月22日                                                          | 山形縣     | 3期、無所屬         |
| 12         | 鈴木俊一     | 1991年4月23日－1995年4月22日                                                          | 山形縣     | 4期、無所屬         |
| 13         | 青島幸男     | 1995年4月23日－1999年4月22日                                                          | 東京府     | 1期、無所屬         |
| 14         | 石原慎太郎   | 1999年4月23日－2003年4月22日                                                          | 兵庫縣     | 1期、無所屬         |
| 15         | 石原慎太郎   | 2003年4月23日－2007年4月22日                                                          | 兵庫縣     | 2期、無所屬         |
| 16         | 石原慎太郎   | 2007年4月23日－2011年4月22日                                                          | 兵庫縣     | 3期、無所屬         |
| 17         | 石原慎太郎   | 2011年4月23日－2012年10月31日                                                         | 兵庫縣     | 4期、無所屬         |
| 18         | 豬瀨直樹     | 2012年12月17日－2013年12月24日                                                        | 長野縣     | 1期、無所屬         |
| 19         | 舛添要一     | 2014年2月11日－2016年6月21日                                                          | 福岡縣     | 1期、無所屬         |
| 20         | 小池百合子   | 2016年8月2日－2020年7月30日                                                           | 兵库县     | 1期、無所屬         |
| 21         | 小池百合子   | 2020年7月31日－2024年7月30日                                                          | 兵库县     | 2期、無所屬         |
| 22         | 小池百合子   | 2024年7月31日－現任                                                                   | 兵库县     | 3期、無所屬         |

## 外部連結
- 歴代東京市長・助役 東京都公文書館HP （页面存档备份，存于）